# Dådran

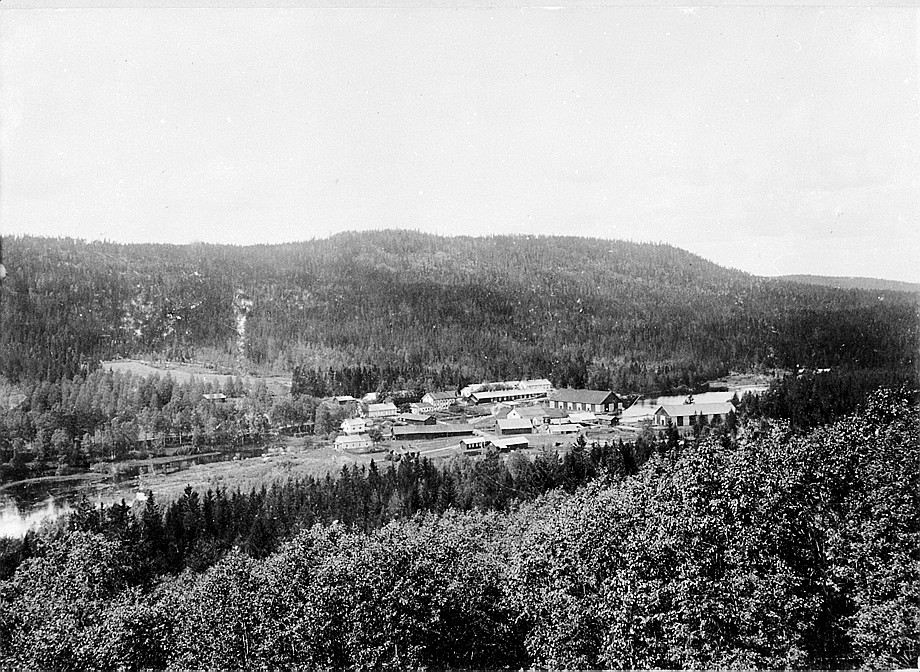
Vy över Dådrans bruk på 1890-talet.

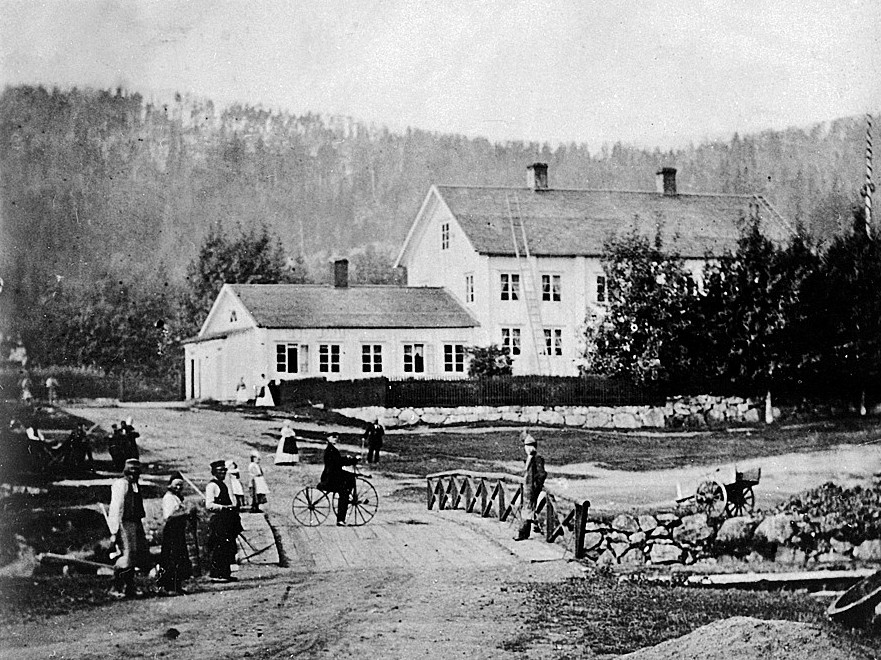
Dådrans bruksherrgård på 1870-talet.

Dådran är ett f.d. järnbruk i Rättviks socken i Dalarna, beläget omkring 25 km öster om Rättvik.
Orten ligger vid viken Dådran i sjön Ljugaren. Mest bebyggelse är det i den smala dalgång som ligger nära bruksplatsen, men det finns inte så mycket uppodlad mark i byn. Det bodde fler arbetare än bönder i Dådran. Den första nybyggaren i Dådran kan ha varit från Finland. Han ska ha bott vid ett flyttblock nära fördämningen ovanför Bruksdammen.[källa behövs]
I Dådran fanns vattenkraft och skog för kolning, vilket var skälet till att G. Bergström, herr Printz och Svabensverks bruksägare en gång i tiden valde platsen för att anlägga en masugn och en stångjärnshammare. Bruket började anläggas 1804, men privlilegierna erhölls inte förrän 1806. Den första anläggningen blev klar 1807 och samma år bokfördes de första fasta invånarna. År 1819 hade befolkningen stigit till 50 stycken, och 1832 bodde mer än 100 personer i byn. Bruket gick emellertid i konkurs, och har därefter skiftat ägare flera gånger. Bruket köptes 1878 upp av Kopparbergs och Hofors Sågverks AB och inordnades i de s.k. Ockelboverken. Verksamheten vid bruket avtog därefter för att helt avstanna 1915.
Dådran byggdes som ett komplett litet brukssamhälle. Det vita brukskapellet, invigt 1847, finns kvar mitt i bykärnan. Det är nu donerat till Rättviks församling tillsammans med begravningsplatsen en kilometer söderut. Delar av kolhusen står fortfarande kvar, liksom en av spiksmedjorna vid forsen. Bruksherrgården, uppförd efter att en äldre herrgård brunnit ner, med sin park är även den bevarad. Vid herrgården finns också Dalarnas bäst bevarade kägelbana.
2006 invigdes en kulturstig med informationsskyltar för de olika platserna. På förslag av Dalarnas museum förklarades spiksmedjan som byggnadsminne 2013.